# Carsten-Ludwig Lüdemann

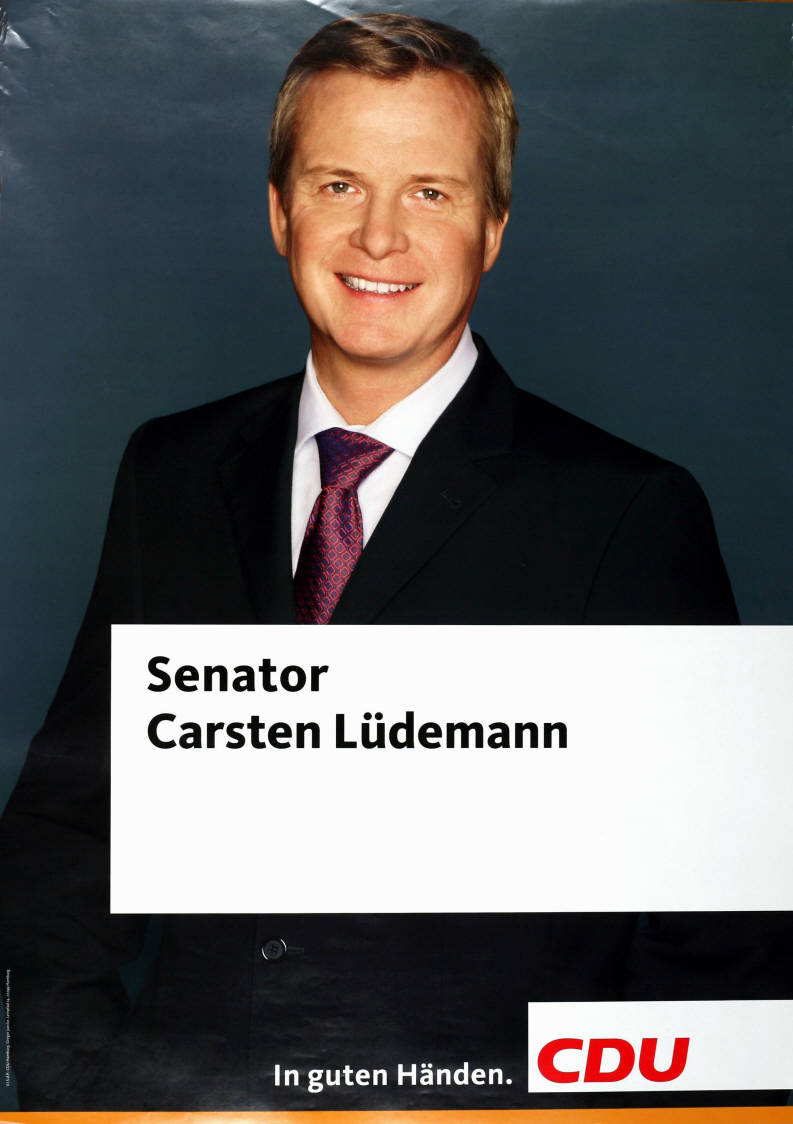
Carsten-Ludwig Lüdemann auf einem Wahlplakat zur Bürgerschaftswahl 2008

Carsten-Ludwig Lüdemann (* 24. November 1964 in Hamburg) ist ein deutscher Politiker (CDU). Von 1997 bis 2004 war er Bürgerschaftsabgeordneter, von 2004 bis 2006 sowie von 2008 bis 2011 Staatsrat und von 2006 bis 2008 Senator und Präses der Justizbehörde von Hamburg.

## Leben und Beruf
Lüdemann beendete seine Schulzeit mit dem Abitur im Jahr 1984. Danach ließ er sich zum Reserveoffizier (letzter Dienstgrad: Hauptmann der Reserve) ausbilden. Von 1986 bis 1992 absolvierte Lüdemann ein Studium der Rechtswissenschaften an der Universität Hamburg und legte dort 1992 das Erste Juristische Staatsexamen ab. Im Jahr 1997 legte er das Zweite Juristische Staatsexamen ab und wurde als Rechtsanwalt zugelassen.

## Politik
Seit 1981 war Lüdemann in der Jungen Union und ab 1984 auch in der CDU aktiv. Von 1993 bis 1997 war er Mitglied der Bezirksversammlung Harburg und ab Beginn der 16. Wahlperiode am 8. Oktober 1997 Mitglied der Hamburgischen Bürgerschaft. Dort war er innenpolitischer Sprecher der CDU-Fraktion und Mitglied im Eingabenausschuss und Rechtsausschuss. Zudem war er Mitglied des Fraktionsvorstandes der CDU. Am 23. März 2004 legte er sein Bürgerschaftsmandat nieder, um die Position eines Staatsrates in der Hamburger Justizbehörde zu übernehmen.
Nachdem Hamburgs Erster Bürgermeister Ole von Beust (CDU) am 27. März 2006 den bisherigen Justizsenator Roger Kusch (CDU) entlassen hatte, berief er Lüdemann zu dessen Nachfolger als Senator und Präses der Justizbehörde. Diese Berufung wurde am 29. März 2006 von der Hamburgischen Bürgerschaft mit 62 zu 57 Stimmen bestätigt. Vom 29. März 2006 bis zu seinem Ausscheiden aus dem Senat am 7. Mai 2008 war Lüdemann als Mitglied des Senats auch stellvertretendes Mitglied des Bundesrates und ab dem 19. Mai 2006 dort Vorsitzender des Rechtsausschusses.
Während seiner Amtszeit als Justizsenator geriet Lüdemann in die Kritik von Opposition und Öffentlichkeit, nachdem Pannen in der Hamburger Justizstatistik und Fehltritte der Hamburger Staatsanwaltschaft, die beschlagnahmte Waffen im Internet versteigerte, bekannt geworden waren.
Bei der Wahl zur 19. Hamburgischen Bürgerschaft am 24. Februar 2008 errang Lüdemann im Wahlkreis 16 (Harburg) erneut ein Bürgerschaftsmandat. Er verzichtete jedoch nach seinem Ausscheiden aus dem Senat am 7. Mai 2008 auf dieses Mandat, um am 9. Mai 2008 die Position des Staatsrates in der Senatskanzlei als Bevollmächtigter der Freien und Hansestadt Hamburg beim Bund, bei der Europäischen Union und für auswärtige Angelegenheiten zu übernehmen. Das Amt des Justizsenators musste er nach Bildung der ersten schwarz-grünen Koalition auf Landesebene an den neuen Senator des Koalitionspartners GAL, Till Steffen, abgeben.
Auch unter dem Nachfolger von Beusts als Erstem Bürgermeister, Christoph Ahlhaus, behielt Lüdemann seine Position als Staatsrat und Bundesbevollmächtigter. Seine Tätigkeit endete am 23. März 2011 mit der Amtsübernahme des neuen SPD-geführten Senats Scholz I.
Zur Europawahl 2014 am 25. Mai kandidierte Lüdemann auf der CDU-Liste für das Land Hamburg.